# 1911 (film)
Pour plus de détails, voir Fiche technique et Distribution.
1911 : Révolution, ou La Révolution Xinhai ou La Révolution de 1911 (Xinhai geming), est un film dramatique chinois réalisé pour le 100e anniversaire de la Révolution chinoise de 1911. C'est aussi le 100e film de Jackie Chan qui produit et réalise le film. Son fils, Jaycee Chan participe également au casting.

## Synopsis
En 1911, la Chine impériale s'effondre et son dernier empereur, Pu Yi est destitué. Remplacé par Sun Yat Sen (Winston Chao) comme chef de l'État, le film raconte l'histoire de Huang Xing (Jackie Chan).

## Fiche technique
- Titre français : 1911 : Révolution
- Titre anglais : 1911
- Titre original : Xin hai ge ming
- Réalisation : Jackie Chan et Li Zhang
- Production : Jackie Chan
- Musique : Ding Wei
- Photographie : Zhang Li[réf. nécessaire], Huang Wei
- Montage : Yang Hongyu
- Budget : 18 000 000 $
- Pays :  Chine -  Hong Kong
- Langue : Cantonais
- Genre : Action, drame, aventure, guerre et historique
- Sociétés de production : Beijing Alnair Culture & Media, Changchun Film Studio, China City Construction, Hebei Broadcasting Film & TV, Hebei Film Studio, Huaxia Film Distribution Company, Hubei Provincial Party Committee Propaganda Department, Jackie & JJ Productions, Jackie Chan International Cinema Culture Holdings, Jiangsu Broadcasting Corporation, Langfang Guohua Film Base, Media Asia Films, Nanjing Broadcasting Network
Shanghai Film Studios, Tianjin North Film Group, Xiaoxiang Film Studio
- Format : Couleur et noir et blanc - son : Dolby Digital
- Durée : 122 minutes
- Dates de sortie :
  -  Chine : 23 septembre 2011
  -  Hong Kong : 29 septembre 2011
  -  France : 14 août 2012 en DVD et Blu-Ray

## Distribution
- Jackie Chan (VF : Éric Bonicatto) : Huang Xing
- Winston Chao (VF : Jean-Paul Szybura) : Sun Yat-sen
- Jaycee Chan : Zhang Zhenwu
- Li Bingbing : Xu Zonghan
- Joan Chen : Empress Dowager Longyu
- Jiang Wenli : Soong Ching-ling
- Yu Shaoqun : Wang Jingwei
- Mei Ting (VF : Sophie Ostria) : Chen Yiying
- Sun Chun (VF : Stéphane Cornicard) : Yuan Shikai
- Wang Ya'nan : Yuan Keding
- Hu Ge : Lin Juemin
- Jiang Wu : Li Yuanhong
- Ning Jing : Qiu Jin
- Hu Ming : Liao Zhongkai
- Dennis To : Xiong Bingkun
- Lin Peng
- Sun Honglei
- Zhang Aijia
- Wang Xueqi[réf. nécessaire]
- Attarian
- Michael Lacidonia : Homer Lea